# Lent (Nijmegen)
Lent ist ein Ort im Norden der Gemeinde Nijmegen in der niederländischen Provinz Gelderland. Die ehemals selbständige Gemeinde gehört seit einer Grenzkorrektur im Jahre 1998 der Gemeinde Nijmegen an, nachdem sie 180 Jahre lang Teil der Gemeinde Elst gewesen war.

## Geografie
Im Süden wird Lent durch den Fluss Waal vom Stadtzentrum Nijmegens abgetrennt. Zwischen 2012 und 2015 wurde ein neuer Seitenarm unter dem Namen Spiegelwaal als Herzstück des Projektes Ruimte voor de Waal erbaut. Dieses ist Teil des nationalen Programms Ruimte voor de Rivier der Rijkswaterstaat. Während der Bauzeit wurde der Deich, der das Land nördlich der Waal ursprünglich schützte, um 350 Meter verlegt und die Waalbrücke, die Eisenbahnbrücke und De Oversteek verlängert sowie weitere Auto- bzw. Fußgängerbrücken angelegt. Der Seitenarm erstreckt sich über eine Länge von vier Kilometern.

## Geschichte
In der Nähe des P+R-Parkplatzes an der N325 konnte man Siedlungsspuren finden, die sich auf die Jungsteinzeit und Mittelsteinzeit zurückdatieren lassen.

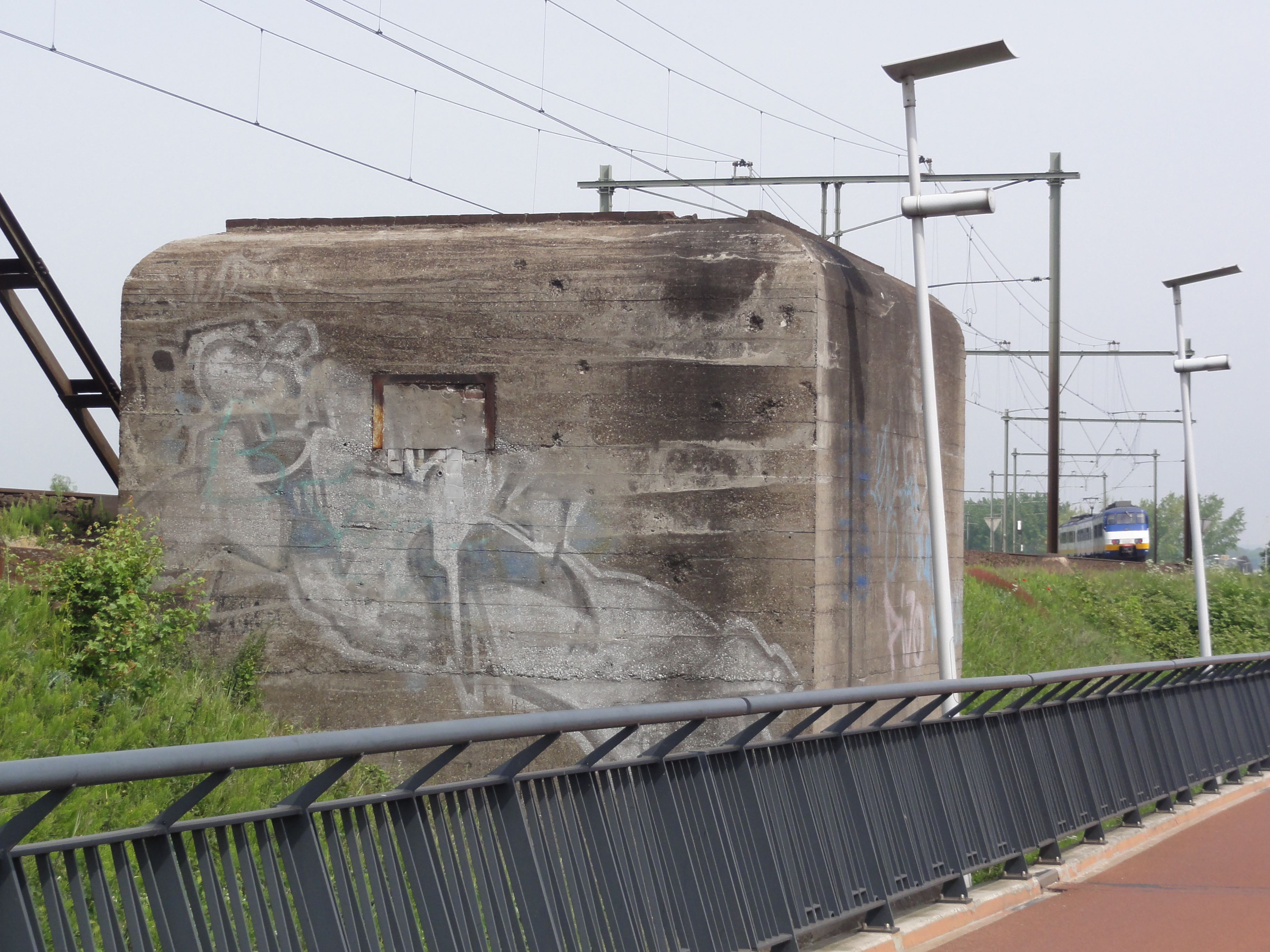
Ehemalige Kasematte nahe der Eisenbahnbrücke über die Waal

Bevor Lent zum 1. Januar 1818 nach Elst eingemeindet wurde, hatte es eine selbständige Gemeinde gebildet. Im Jahre 1879 wurde die Bahnstrecke Arnhem–Nijmegen eröffnet, an der der Bahnhof Nijmegen Lent liegt. 
Als deutsche Stoßtruppen über den Süden nach Nijmegen im Mai 1940 während des Zweiten Weltkrieges vorrückten, sprengten niederländische Truppen die südlich von Lent gelegene Waalbrücke und die Eisenbahnbrücke. Inzwischen hatten sich die Niederländer bei Lent positioniert und beschossen die Deutschen, die südöstlich der Waalbrücke Stellung bezogen hatten, von Bunkern aus. Die Niederländer waren den deutschen Soldaten jedoch unterlegen und mussten daher fliehen. Im weiteren Verlauf des Zweiten Weltkrieges stand Lent erneut im Mittelpunkt: Während der Operation Market Garden setzten rund 260 amerikanische Fallschirmjäger in 26 Faltbooten über die Waal nach Lent über. In einem vierstündigen Kampf wurde die Hälfte der Soldaten getötet oder verwundet. Am Ende konnten die amerikanische Truppen und das 30. britische Korps die Brücken über die Waal, die nach ihrer Sprengung im Jahre 1940 wiederaufgebaut worden waren, einnehmen.
Im Zuge des Kalten Krieges fürchteten die Niederlande eine Invasion der Sowjetunion. Daher wurde die sogenannte IJssel-Linie zwischen Kampen und Nijmegen errichtet, die die niederländischen Großstädte in der Randstad schützen sollte. Durch das Aufstauen von Nederrijn und Waal sollte das Wasser in die IJssel umgeleitet werden und so eine natürliche Verteidigungslinie bilden. Da bei einem Bruch des Betuwse Bandijk das komplette Gebiet der Betuwe überflutet würde, wurde ein elf Kilometer langer Schlafdeich zwischen Arnhem und Nijmegen gebaut, der entlang der N325 verlief. Als die IJssel-Linie 1964 aufgelöst wurde, baute man den Deich bei Lent zurück und verkaufte den beim Bau verwendeten Sand. Teile des ehemaligen Schlafdeiches sind heute noch bei Lent und Elden zu sehen.
In den 1990er-Jahren entstanden Pläne für die Entwicklung eines neuen VINEX-Wohnbezirkes im Norden von Nijmegen. Daher wurden zwischen 1996 und 1998 1367 Hektar Land von den Gemeinden Bemmel, Elst und Valburg an Nijmegen abgegeben. In diesem Gebiet befand sich auch Lent, das zum 1. Januar 1998 nach Nijmegen eingemeindet wurde. Am 19. Januar 1998 erfolgte der Spatenstich für das neue Wohnungsbaugebiet Waalsprong.

## Verkehr

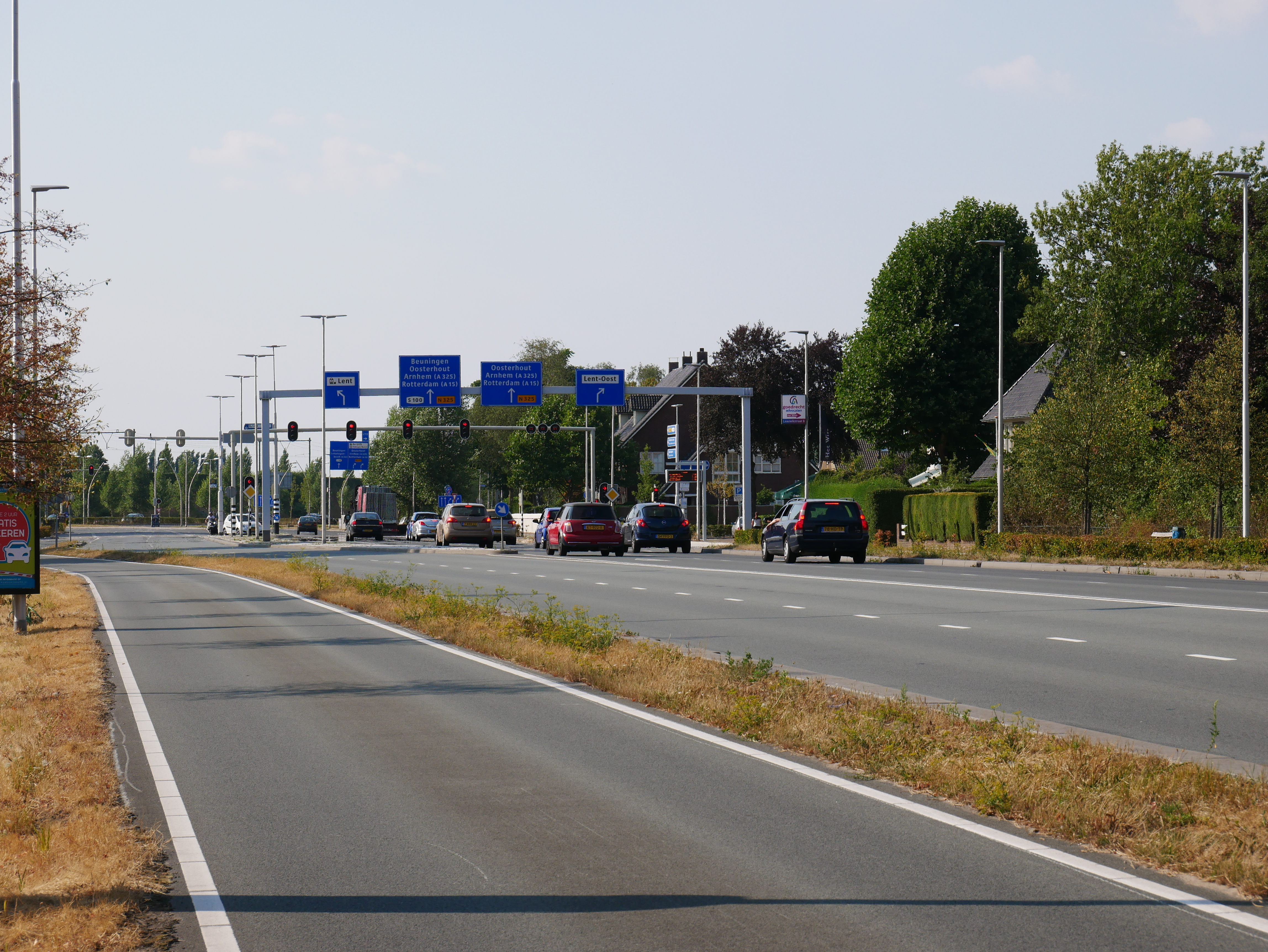
Die N325 in Lent (2018)

### Straßenverkehr
Lent ist über zwei Straßenbrücken, die Waalbrücke und De Oversteek, an das Stadtzentrum von Nijmegen sowie das Umland angebunden. Durch den Ort führt der Provinciale weg 325, der Arnhem mit Nijmegen verbindet und von dort aus weiter zur deutschen Grenze bei Beek führt. Von den neun in Nijmegen befindlichen Stadsroutes verlaufen drei durch Lent, dazu zählen die S100, S110 und S111.

### Schienenverkehr

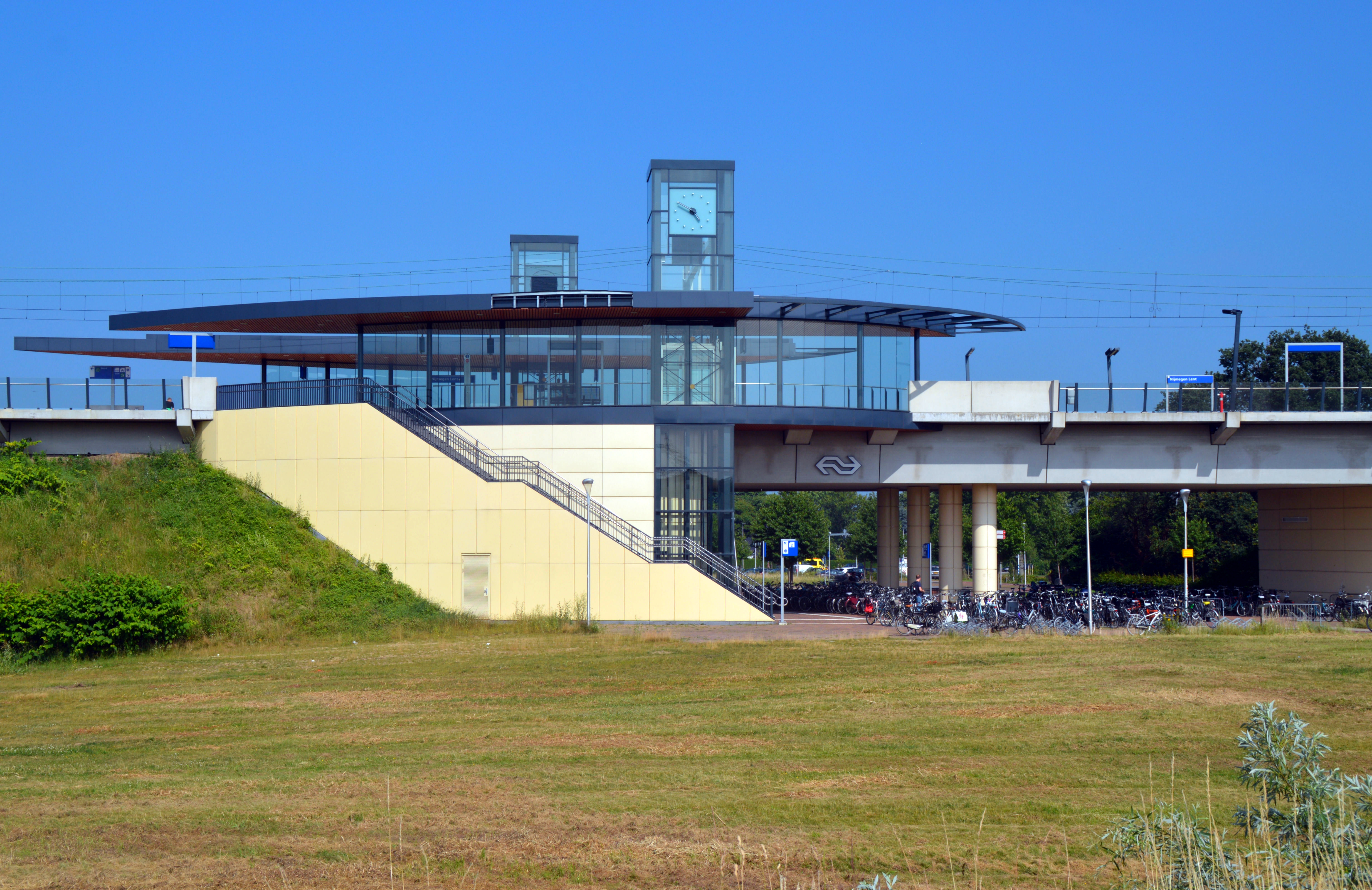
Der Bahnhof Nijmegen Lent

Die Bahnstrecke Arnhem–Nijmegen ist über den Bahnhof Nijmegen Lent erreichbar. Das heutige Bahnhofsgebäude wurde im Juli 2013 in Betrieb genommen. Im Parkhaus des nahe gelegenen Van der Valk-Hotels soll eine Fahrradstation errichtet werden, da die Abstellmöglichkeiten am Bahnhof häufig ins Visier von Fahrraddieben geraten.